# Olof Olson i Stensdalen
Olof Olson i riksdagen kallad Olson i Stensdalen, född 23 februari 1838 i Råda församling, Värmlands län, död 20 mars 1921 i Ransäters församling, Värmlands län, var en svensk lantbrukare, hemmansägare och politiker.
Olson var ledamot av riksdagens andra kammare 1888–1893, invald i Mellansysslets domsagas valkrets i Värmlands län. Han tillhörde Gamla lantmannapartiet och skrev i riksdagen fem egna motioner, om ändring i resereglementet o lagen om eldfarliga oljor, utrotandet av berberisbusken, tullfrihet på spannmål potatis och fläsk samt en tilläggsskatt för 1893.